# Reg Prentice
Reginald Ernest Prentice, baron Prentice, (16 juillet 1923 - 18 janvier 2001) est un homme politique britannique qui occupe un poste ministériel dans les gouvernements travaillistes et conservateurs. Il est la figure travailliste la plus importante à avoir jamais fait défection au parti conservateur.

## Jeunesse
Reg Prentice est né à Croydon, Surrey, et fait ses études à la Whitgift School de South Croydon, puis à la London School of Economics. Il sert en Autriche et en Italie pendant la Seconde Guerre mondiale.

## Carrière politique
Prentice rejoint le personnel du Syndicat des transports (TGWU) en 1950.
Il est conseiller du Whitehorse Manor dans le district du comté de Croydon de l'époque à partir de 1949, après s'être présenté sans succès dans le quartier Thornton Heath en 1947. Il siège aux comités du logement, des bibliothèques, de la planification et du développement, de l'eau et de la reconstruction.
Il se présente d'abord, sans succès, au parlement à Croydon North en 1950 et 1951, puis à Streatham en 1955. Il est député travailliste en 1957 pour East Ham North, puis Newham North East, et est ministre d'État dans le premier gouvernement d'Harold Wilson à l'Éducation et aux Sciences (1964-1966), puis ministre des Bâtiments et des Travaux publics (1966 –1967), et premier titulaire du ministère du Développement d'outre-mer (1967–1969).
Lorsque le parti travailliste reprend le pouvoir, il est secrétaire d'État à l'éducation et à la science entre 1974 et 1975, avant de devenir ministre du développement outre-mer avec un siège au cabinet jusqu'en 1976.
En 1975, après que son parti travailliste de circonscription ait été infiltré par des militants trotskystes, il est désélectionné,. Il appelle en vain depuis la tribune de la Conférence du parti travailliste pour que le Comité exécutif national annule son approbation de sa désélection

## Changement de parti
En 1977, Prentice quitte le Parti travailliste après une série de batailles avec des militants de circonscription de gauche tels que Owen Ashworth et rejoint le Parti conservateur.
Il est élu député conservateur de Daventry aux élections générales de 1979. Lady Hesketh joue un rôle déterminant dans sa représentation de Daventry. Il est Ministre d'État au ministère de la Santé et de la Sécurité sociale du gouvernement de Margaret Thatcher entre 1979 et 1981. Il quitte le gouvernement en raison de problèmes de santé. Il est fait chevalier en 1987, l'année où il ne se représente pas comme député. Le 30 janvier 1992, il est créé pair à vie avec le titre de baron Prentice, de Daventry dans le comté de Northamptonshire.
Au cours des dernières années avant sa mort à 77 ans, il est président de la Devizes Conservative Association. Il meurt à Mildenhall, Wiltshire. Sa fille, Christine, est conseillère de l'arrondissement londonien de Croydon pour le quartier Coulsdon Est de 1992 à 1998.
Une biographie, qui fournit un compte rendu détaillé de la transition partisane de Prentice au cours des années 1970, est publiée en 2015: Geoff Horn, Crossing the floor: Reg Prentice and the crise of British social-démocratie.